# Йоргос Караянопулос
Йоргос Караянопулос, наречен Папайоргис Лимбиниас (на гръцки: Γιώργος Καραγιαννόπουλος-Παπαγιώργης Λυμπινιάς, тоест Поп Йорго Мераклия), е гръцки духовник и революционер, деец на Гръцката въоръжена пропаганда в Македония от началото на XX век.

## Биография
Роден е в 1861 година в южномакедонското градче Негуш, тогава в Османската империя, в бедно семейство. На 17 януари 1885 година се жени за Евгения Колцаки, с която има три деца. Дълги години служи като свещеник в митрополитския храм „Преображение Господне“. На 13 май 1901 година е избран за проедър на енорията.
В същото време той посвещава важна част от живота си на гръцката борба с българските чети в района. Караянопулос влиза в създадения от Константинос Мазаракис в 1905 година революционен комитет в Негуш. Мазаракис отсяда в къщата му и тя служи като скривалище на гръцките четници, временно лечебно заведение за ранени, тайна явка и склад. На Великден 1906 година в Каракамен пристигат Мазаракис и Спирос Спиромилиос с 200 бойци. Караянопулос ги снабдява с храна. Малко по-късно Спиромилиос е ранен при Владово в сражение с българска чета и Караянопулос организира пренасянето му и укриването му първоначално в Негуш, а по-късно в Държилово. За прикритие дори организира фиктивно погребение.
В същата 1906 година Караянопулос убива турчина Адил, който се опитва да изнасили жена. Турчинът е шпионин на властта и Караянопулос го застрелва, за да предотврати негови действия срещу революционното дело. Заедно със сина си Ставрос изхвърлят турчина в чувал в Арапица, но ги виждат. В 1909 година българи ги издават на властите и Караянопулос е принуден да бяга в Гърция. Служи 4 години в Спарта. По време на Балканската война се връща в окупирания от гръцки войски Негуш.
На 8 май 1923 година при пожар получава тежки изгаряния и умира след няколко дена. Негови вещи са изложени в Негушкия исторически музей, а улицата, на която се е намирала къщата му, днес носи името „Папайоргис“.